# El nuevo show del Pájaro Loco
El nuevo show del Pájaro Loco, en España también conocido como El pájaro loco y Chilly Willy, es una serie animada basada en los personajes de El Pájaro Loco y Chilly Willy, producido por Universal Animation Studios (quienes hicieron también los cortometrajes con esos dos personajes), Cartoon Universal y emitida desde 1999 hasta 2002 en Fox Kids (Estados Unidos) y la BBC (Reino Unido). Se trata de una versión actualizada del Pájaro Loco y de Chilly Willy con los personajes de sus series clásicas y algunos nuevos que aparecen en sus propios segmentos.
Tiene un programa de concursos (perdido) con el mismo nombre (sin relación a la serie animada), producido en 1991.

## Reparto y personajes

### Segmentos de El pájaro loco
- El pájaro loco (voz de Billy West) - Un travieso pájaro carpintero de corona roja que vive en una casa del árbol con vista a un edificio de apartamentos en la gran ciudad un vago holgazán y loco, que a menudo busca formas de sobrevivir sin mover un dedo. Esto hace que sus rivales no lo quieran, pero Loquillo no toma su resistencia a la ligera. Su padre es escocés, y Loquillo está orgulloso de su herencia escocesa.
- Buzz Buzzard (voz de Mark Hamill) - Un buitre común de mala calidad que siempre está inventando estafas en contra de Loquillo y Winnie, aunque los pájaros carpinteros con frecuencia lo burlan.
- Pablo Morsa (voz de Billy West) - Una morsa sueca que vive en el departamento de la casa del árbol de Loquillo. Es uno de los adversarios frecuentes de Loquillo, aunque ser antagonista a través del esnobismo es tan frecuente como que Loquillo sea una molestia en busca de comida o travesuras.
- Señorita Meany (voz de Andrea Martin) - La casera gruñona propietaria del complejo de apartamentos donde la Morsa vive y Loquillo lo pasa por alto. Ella es una de las adversarias frecuentes de Loquillo y, en general, más malvada que la Morsa. A menudo retratada como una trabajadora que toma en serio su trabajo y respeta a los que tienen autoridad. Ella a menudo amenaza a Loquillo con echarlo de su casa si no cumple con su contrato de alquiler que enumera todas las cosas posibles que Loquillo podría tener que hacer por la Srta. Meany.
- Winnie Carpintera (voz de B. J. Ward) - Un pájaro carpintero hembra de corona roja y la mejor amiga de Loquillo que tiende a meterse en sus propias desventuras. Ella tiene una personalidad más digna que la de Loquillo.
- Knothead (voz de Elizabeth Daily) y Splinter (voz de Nika Futterman) - El sobrino y la sobrina de Loquillo y Winnie, respectivamente, son un par de jóvenes pájaros carpinteros que no pueden evitar pasar un mal rato con su tío (y con cualquier otra persona).
- Tweakey Twiriki (voz de Mark Hamill) - Un canario doméstico que suele ser el secuaz de Buzz, a menudo reacio al respecto.

### Segmentos de Chilly Willy
- Chilly Willy (silencioso) - Un pingüino que vive en la Antártida, sus desventuras son el resultado de sus constantes esfuerzos para llenar su estómago vacío y/o encontrar alivio. A pesar de su comportamiento inocente, Chilly es bastante problemático.
- Smedley (voz de Billy West) - Un perro de caza que con frecuencia está en desacuerdo con Chilly, aunque generalmente se presenta como más una figura de autoridad que un antagonista. Es muy tolerante y generalmente no rompe su comportamiento tranquilo, pero Chilly siempre empuja la paciencia de Smedley hasta el punto de ruptura.
- Chilly Lilly (silenciosa) - Un pingüino hembra que es la novia de Chilly Willy y aparece en el episodio Chilly Lilly.
- Sargento Hogwash (Sargento Bobo en Hispanoamérica) (voz de Blake Clark - Un cerdo oficial militar que opera en una base gubernamental en la Antártida y está plagado de la picardía de Chilly.
- General Toro (voz de Kevin Michael Richardson) - Un toro que es el superior del sargento Bobo.
- Maxie el Oso Polar (voz de Rob Paulsen) - Un oso polar que es uno de los amigos de Chilly. Hace algunas apariciones en los segmentos de Chilly.

### Voces adicionales
- Dr. Doug Nutts (voz de Billy West) - Un físico que imita a Don Knotts. Aparece en el episodio El pájaro loco y la termita hasta Falsa enfermedad.
- Barry el tejón (voz de Mark Hamill) - Un tlacuache espeluznante y psicótico. Si bien generalmente no es un villano real, ha trabajado junto a Pablo Morsa como asistente y desempeñó el papel de antagonista principal en un episodio. Habla con una voz grave, profunda y generalmente espeluznante. También le encantan los trineos. Su eslogan es "¡Hola, amigo!".
- Dapper Denver Doodley (voz de Jim Cummings): Un narizón desagradable que siempre intenta robarle cosas a Loquillo.
- Madre Naturaleza (voz de B. J. Ward) - Un hada que persigue a Loquillo por ser tan holgazán y así cumplir su rol en la naturaleza.
- Nick Galán, el carpintero (voz de Tim Curry) - Un pájaro carpintero de corona roja que es de alta sociedad que aparece en el episodio Nick el carpintero, pero en realidad es un ladrón.
- Padre de Loquillo (voz de Corey Burton) - Un pájaro carpintero de corona roja que es el padre de Loquillo que aparece en el episodio El día del padre.
- Carpintero cavernícola (voz de Charlie Adler) - Un cavernícola que es un pájaro carpintero que aparece en el episodio Carpintero cavernícola.
- Lester la termita (voz de Pamela Adlon) - Una termita que aparece en el episodio El pájaro loco y la termita.
- Juez (voz de Billy West) - Un juez que aparece en el episodio Falsa enfermedad hasta Terapia de pareja, en Pánico escénico, condena a Buzz y Tweakey.
- Willy Morsa (voz de Rob Paulsen) - Una joven morsa sobrino de Pablo Morsa que aparece en los episodios Pídele al tio y Juntos para siempre.
- Cupido (voz de Billy West) - Un cupido que aparece en el episodio Cita con el destino.
- Néstor, el carpintero (voz de Charlie Adler) - Un estudioso pájaro carpintero de corona roja que aparece en el episodio Cómo ser un carpintero.

## Información
El nuevo show del pájaro loco Y Chilly Willy tuvo 3 temporadas dónde tuvo su primera aparición en 1999 y término en 2002. Ha tenido un total de 53 episodios y su canal original es FOX (Fox Kids).

## Episodios

### Resumen de las series
| Temporada | Temporada | Episodios | Episodios | Emisión original        | Emisión original        |
| Temporada | Temporada | Episodios | Episodios | Primera emisión         | Última emisión          |
| --------- | --------- | --------- | --------- | ----------------------- | ----------------------- |
|           | 1         | 23        | 23        | 8 de mayo de 1999       | 26 de noviembre de 1999 |
|           | 2         | 17        | 17        | 2 de septiembre de 2000 | 23 de diciembre de 2000 |
|           | 3         | 13        | 13        | 4 de mayo de 2002       | 27 de julio de 2002     |

## Créditos
- Dirigido por Alan Zaslove.
- Producido por Alan Zaslove y Diane A. Crea.
- Escritores: Kelly Ward, Eleanor Burian-Mohr, Michael Merton, Richard Pursel, Jeff Nimoy, Travis Clark, Sean Roche, Charles Schneider y Ken Solomon.
- Basado en los personajes de «El pájaro loco» y «Chilly Willy» creados por Walter Lantz Productions.

## Doblaje

### El Pájaro Loco
| Personaje                              | Actor de voz original (Estados Unidos) | Actor de doblaje (México)                     |
| -------------------------------------- | -------------------------------------- | --------------------------------------------- |
| El Pájaro Loco / Carpintero / Loquillo | Billy West                             | Juan Alfonso Carralero                        |
| Pablo Morsa                            | Billy West                             | Francisco Colmenero                           |
| Buzz Buzzard                           | Mark Hamill                            | Gabriel Chávez                                |
| Tweakey Twiriki                        | Mark Hamill                            | Eduardo Garza, Benjamín Rivera, Jesús Barrero |
| Winnie Carpintera                      | B. J. Ward                             | Elsa Covián                                   |
| Señorita Meany                         | Andrea Martin                          | Magda Giner                                   |
| Knothead                               | E.G Daily                              | Eduardo Garza, Diego Ángeles                  |
| Splinter                               | Nika Futterman                         | Mayra Arellano                                |
| Presentación e insertos                | N/A                                    | Juan Alfonso Carralero                        |

### Chilly Willy
| Personaje                        | Actor de voz original (Estados Unidos) | Actor de doblaje (México)                        |
| -------------------------------- | -------------------------------------- | ------------------------------------------------ |
| General Toro                     | Kevin Michael Richardson               | Rafael Rivera, Actor desconocido, Carlos Águila  |
| Sargento Hogwash / Canino / Bobo | Blake Clark                            | Alejandro Ortega                                 |
| Smedley                          | Billy West                             | Arturo Mercado, Jorge García, Enrique Mederos    |
| Maxie, el oso polar              | Rob Paulsen                            | Maynardo Zavala, Mario Sauret, Actor desconocido |
| Presentación e insertos          | N/A                                    | Juan Alfonso Carralero                           |

### Voces adicionales
| Personaje              | Actor de voz original (Estados Unidos) | Actor de doblaje (México)          |
| ---------------------- | -------------------------------------- | ---------------------------------- |
| Nick Galán             | Tim Curry                              | Juan Alfonso Carralero             |
| Néstor                 | Charlie Adler                          | Juan Alfonso Carralero             |
| Padre de Loquillo      | Corey Burton                           | Juan Alfonso Carralero             |
| Cupido                 | Billy West                             | Eduardo Garza                      |
| Willy Morsa            | Rob Paulsen                            | Benjamín Rivera, Eduardo Garza     |
| Lester                 | Pamela Adlon                           | Eduardo Garza                      |
| Carpintero cavernícola | Charlie Adler                          | Jesús Barrero                      |
| Jinny, la exploradora  | Candi Milo                             | Gaby Ugarte, Lupita Leal (3 loops) |
| Dr. Doug Nutts         | Billy West                             | Rafael Rivera                      |
| Dapper Denver Doodley  | Jim Cummings                           | Enrique Mederos, Mario Sauret      |
| Madre Naturaleza       | B. J. Ward                             | Carola Vázquez                     |

### En inglés
- Sitio web oficial del Pájaro Loco
- El nuevo show del Pájaro Loco
- Personajes
- Sitio de «El nuevo show del Pájaro Loco»

### En Portugués
- Sitio sobre «El Pájaro Loco»

### Imágenes
- Pájaro Loco (Woody Woodpecker)
- Winnie Carpintera (Winnie Woodpecker)
- Knothead & Splinter
- Pablo Morsa (Wally Walrus)
- Buzz Buzzard
- Señorita Meany
- Grupo de personajes
- Imágenes del Pájaro Loco y Winnie Carpintera novios (Woody & winnie)

- Datos: Q2317085